# Alts del Golan
Els alts del Golan (àrab: هضبة الجولان, haḍba al-Jūlān o al-Jawlān; hebreu: רמת הגולן, ramat HaGolan‎) o, simplement, el Golan, són un altiplà al sud-oest de Síria, a la frontera amb Israel, Jordània i el Líban. L'Organització de les Nacions Unides, mitjançant la Resolució 242 del Consell de Seguretat, els considera territoris ocupats, mentre que Israel els considera territoris en disputa.
Geogràficament és una regió que domina tant la plana inferior que envolta el mar de Galilea o llac Tiberíades, a Israel, com l'altiplà de Síria, amb Damasc, la capital siriana, al mig.
Correspon aproximadament a l'antiga Gaulanitis i el seu nom derivava de la vila de Golan, esmentada a l'Antic Testament. Fou part de la província de Palestina Secunda. Durant el domini dels romans d'Orient la regió era possessió dels gassànides i hi tenien una de les seves places principals. Va ser conquerida pels musulmans per Shurahbil quan va ocupar al-Urdunn, i va pertànyer a aquest districte però més tard va passar a la província de Damasc segon al-Tabari, i de la que fou un dels sis districtes segons al-Mukaddasi. Sota domini àrab la regió va tenir uns límits un pel més reduïts però encara incloent els territoris a l'est del Nahr al-Allan, on estaven dues ciutats que portaven el qualificatiu d'al-Djawlan: Djabiyat al-Djawlan i Sahm al-Djawlan. Baniyas va conservar la capitalitat durant el període mameluc.
Integrat des del segle xvi a l'imperi otomà, la capital va passar a Kuneitra. Després de la Primera Guerra Mundial va formar part del territori de Síria, aleshores administrada per França. Per la seva posició estratègica, Israel va ocupar la regió durant la Guerra dels Sis Dies (1967). El 1974 un acord entre Israel, i Síria permeté l'establiment d'una missió de l'ONU entre els dos estats. La part dominada pels israelians, però, fou colonitzada i el desembre del 1981 fou annexada unilateralment, a l'estat d'Israel, essent primer ministre Menachem Begin. La població autòctona en fugí durant l'ocupació, i hi resten solament unes poques comunitats druses, circassianes i alauites. L'annexió no és reconeguda per cap país del món, que segueixen considerant-los territori ocupat.

## Estatus actual

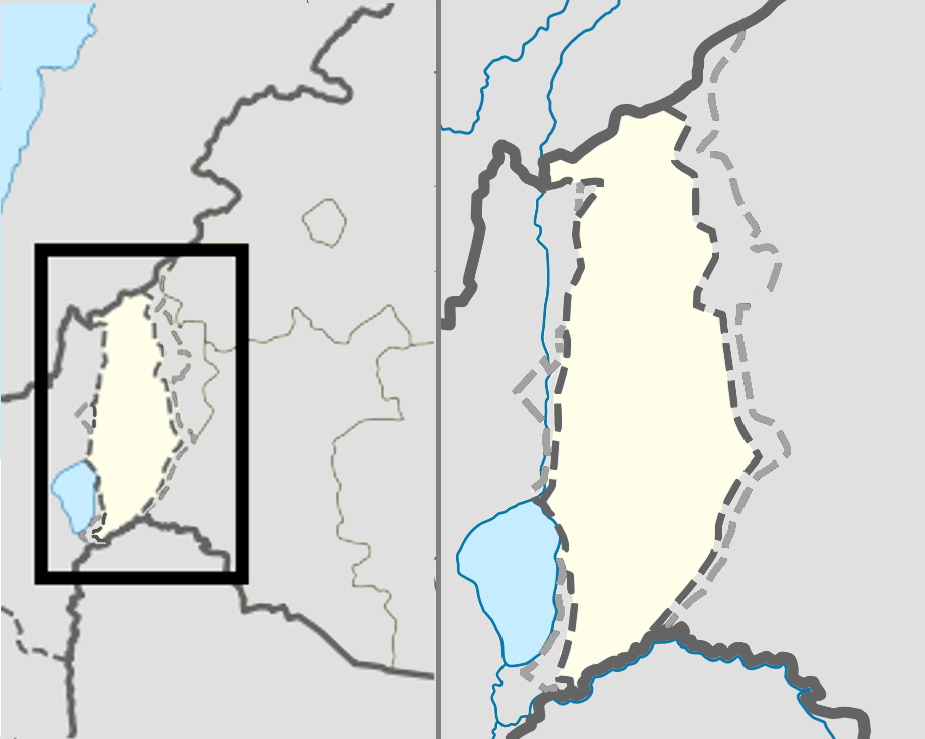
Localització dels Alts del Golan. En color més clar l'àrea annexionada per Israel.

Israel va conquerir aquests territoris durant la Guerra dels Sis Dies el 1967, i els va mantenir durant la Guerra del Yom Kippur el 1973. El 1981, Israel els va incorporar al seu territori del Districte del Nord, aplicant-hi el sistema legal, administratiu i jurisdiccional i oferint als seus habitants la ciutadania israeliana; mitjançant una llei aprovada per la Kenésset que eludeix emprar el terme annexió. La resolució 497 del Consell de Seguretat de l'ONU, aprovada per unanimitat, va declarar el desembre de 1981 que la decisió israeliana era «nul·la i sense valor». Aquesta resolució es va dictar en virtut del Capítol VI de la Carta de les Nacions Unides. Israel ha intentat adduir que sent el Capítol VII l'únic que permet l'adopció de resolucions vinculants, en interpretació literal de la Carta. Però el Tribunal Internacional de Justícia, en una opinió consultiva no vinculant sobre Namíbia (21 de juny de 1971), va interpretar que, amb base dels articles 24.2 i 25 de la Carta, el Consell de Seguretat té poders generals, per la qual cosa pot adoptar decisions obligatòries al marge del Capítol VII. Refutant així les prensions israelianes. L'Agència Jueva per la Terra d'Israel, organisme governamental, va respondre que «tot i considerat una annexió, no ho és: els Alts del Golan no estan declarats territori israelià». Israel els ha considerat sempre un emplaçament estratègic essencial per mantenir la seva seguretat i el seu aprovisionament hídric i la base negociadora d'un futur acord de pau amb Síria. El 2018, cap país del món encara no havia reconegut el control israelià sobre els Alts del Golan, i és universalment reconegut com a territori sirià ocupat.

## Població
D'acord amb l'Oficina Central d'Estadístiques d'Israel, el setembre de 2007, la població del subdistricte dels Alts del Golan era d'aproximadament 40.400 habitants, dels quals 21.400 eren àrabs sirians (19.300 drusos i 2.100 musulmans), tot i que podien optar a la ciutadania israeliana, i 19.000 israelians jueus. De 80.000 a 90.000 ciutadans sirians van fugir o foren expulsats durant la Guerra dels Sis Dies. Els assentaments israelians, com els moixav i els quibuts formen part del Consell Regional del Golan i els colons residents tenen ciutadania israeliana. Un 20,6% de la població drusa va arribar a tenir la ciutadania israeliana.